# NGC 934
NGC 934 é uma galáxia elíptica (E-S0) localizada na direcção da constelação de Cetus. Possui uma declinação de -00° 14' 39" e uma ascensão recta de 2 horas, 27 minutos e 32,9 segundos.
A galáxia NGC 934 foi descoberta em 1877 por Ernst Wilhelm Leberecht Tempel.